# Гончаренко Катерина Омелянівна
Катери́на Омеля́нівна Гончаре́нко (нар. 1912, станція П'ятихатки Катеринославської губернії, тепер П'ятихатського району Дніпропетровської області — ?) — українська радянська діячка, заступник начальника комбінату «Артемвугілля» Сталінської області. Депутат Верховної Ради УРСР 2-го скликання.

## Біографія
Народилася у родині залізничника. Трудову діяльність розпочала в залізничному депо станції П'ятихатки, де працювала обтиральницею, а потім — підручним слюсаря і слюсарем депо.
З 1928 року — на виховній роботі серед дітей; інструктор районного комітету комсомолу. У 1930 році закінчила підготовчі курси для вступу до вищої школи.
У 1930—1935 роках — студентка Дніпропетровського гірничого інституту.
У 1935—1941 роках — на керівній інженерній роботі в Донбасі: працювала помічником начальника дільниці «Аршинка» шахти імені Дзержинського селища Щербинівки (Дзержинська). У 1936 році вибиралася делегатом від Донбасу на Надзвичайний VIII з'їзд рад СРСР і була членом редакційної комісії для встановлення остаточного тексту конституції СРСР.
Член ВКП(б) з 1939 року.
Під час німецько-радянської війни була евакуйована в Казахську РСР. Працювала на керівних посадах в Карагандинському вугільному басейні. У 1945 році повернулася в Сталінську область.
З 1945 року — заступник начальника комбінату «Артемвугілля» в місті Горлівці Сталінської області.
Потім — начальник проектної контори у місті Горлівці Донецької області.

## Нагороди
- ордени
- медаль «За доблесну працю у Великій Вітчизняній війні 1941—1945 років»
- медалі